# Dean R. Campbell
Dean Richard Campbell (* 10. März 1928 in Topeka, Kansas; † 11. Januar 2017 in Wickenburg, Arizona) war ein US-amerikanischer Soldat, der durch die Begründung des „Weltlinkshändertages“ bekannt wurde.
Er macht seinen Abschluss an der Topeka High School und besuchte die University of Kansas. 1950 begann Campbell seine Karriere bei der United States Army. Als Captain zog er sich nach 24 Jahren vom Militärdienst zurück.
1975 gründete Campbell die Vereinigung „Lefthanders international“ und begründete am 13. August 1976 den internationalen Linkshändertag. Dafür wählte er bewusst einen Tag des Volksglaubens, Freitag, der 13., um Vorurteilen gegenüber Linkshändern zu begegnen.